# Super Prix de Corée
Le Super Prix de Corée de Formule 3 est une épreuve de course automobile de monoplaces de Formule 3 qui s'est disputée de 1999 à 2003 sur le circuit urbain de Changwon, en Corée du Sud.
Cette épreuve était une course à part de la discipline, elle constituait la « suite » du Grand Prix de Macao qui avait lieu une ou plusieurs semaines auparavant.

## Palmarès
| Édition | Vainqueur          | Équipe                | Voiture                |
| ------- | ------------------ | --------------------- | ---------------------- |
| 1999    | Darren Manning     | TOM'S                 | Dallara Toyota         |
| 2000    | Narain Karthikeyan | Carlin Motorsport     | Dallara Honda-Mugen NB |
| 2001    | Jonathan Cochet    | Signature Compétition | Dallara Renault-Sodemo |
| 2002    | Olivier Pla        | ASM F3                | Dallara Renault-Sodemo |
| 2003    | Richard Antinucci  | Hitech Racing         | Dallara Renault-Sodemo |